# Championnats de Tunisie d'athlétisme 1982
Navigation
1981 1983
Les championnats de Tunisie d'athlétisme 1982 sont une compétition tunisienne d'athlétisme se disputant en 1982.

## Palmarès
| Discipline            | Hommes                 | Hommes         | Femmes           | Femmes         |
| --------------------- | ---------------------- | -------------- | ---------------- | -------------- |
| 100 m                 | Habib Ben Hassine      | 11 s 45        | Selma Anane      | 12 s 98        |
| 200 m                 | Habib Dhouibi          | 22 s 24        | Selma Anane      | 26 s 62        |
| 400 m                 | Habib Dhouibi          | 48 s 67        | Sarra Touibi     | 57 s 20        |
| 800 m                 | Hichem Oueslati        | 1 min 55 s 5   | Sarra Touibi     | 2 min 14 s 11  |
| 1 500 m               | Hichem Oueslati        | 3 min 56 s 60  | Rachida Oueslati | 4 min 39 s 31  |
| 3 000 m               |                        |                | Rachida Oueslati | 10 min 19 s 25 |
| 5 000 m               | Fethi Baccouche        | 14 min 28 s 48 |                  |                |
| 10 000 m              | Abderrazak Gtari       | 30 min 38 s 27 |                  |                |
| 100 m haies           |                        |                | Basma Gharbi     | 15 s 61        |
| 110 m haies           | Abdessatar Mouelhi     | 14 s 80        |                  |                |
| 400 m haies           | Khalifa Khémiri        | 53 s 62        | Basma Gharbi     | 63 s 74        |
| 3 000 m steeple       | Fethi Baccouche        | 8 min 54 s 34  |                  |                |
| Relais 4 × 100 mètres |                        |                |                  |                |
| Relais 4 × 400 mètres |                        |                |                  |                |
| Saut en longueur      | Anwar Oueslati         | 6 s 84         | Basma Gharbi     | 5 s 89         |
| Triple saut           | Adel Talbi             | 15 s 15        |                  |                |
| Saut en hauteur       | Walid Karaoui          | 1 s 90         | Kawther Akrémi   | 1 s 65         |
| Saut à la perche      | Abdelatif Chekir       | 4 s 40         |                  |                |
| Lancer du poids       | Abderrazak Ben Hassine | 15 s 75        | Latifa Nefzaoui  | 12 s 22        |
| Lancer du disque      | Abderrazak Ben Hassine | 48 s 10        | Latifa Nefzaoui  | 34 s 76        |
| Lancer du marteau     | Youssef Ben Abid       | 52 s 84        |                  |                |
| Lancer du javelot     | Tarek Chaabani         | 72 s 94        | Amel Hakiri      | 39 s 40        |
| Décathlon             | Hatem Bachar           | 6 043          |                  |                |
| Heptathlon            |                        |                | Basma Gharbi     | 4 283          |
| Marathon              |                        |                |                  |                |